# Малинников, Василий Александрович
Васи́лий Алекса́ндрович Мали́нников (род. 14 августа 1947) — российский учёный, ректор Московского государственного университета геодезии и картографии с 2007 по 2012 годы. Ведущий специалист в аэрокосмическом мониторинге окружающей среды.

## Биография
В. А. Малинников родился 14 августа 1947 в Днепропетровске Украинской ССР. В 1972 закончил физический факультет Московского государственного университета имени Ломоносова. В. А. Малинников опубликовал 150 научных трудов по дистанционному зондированию Земли (ДЗЗ), теории и методам тематической обработки аэрокосмической информации. С 1982 кандидат физико-математических наук. C 1999 доктор технических наук. С 1985 доцент кафедры физики, с 2000 профессор кафедры прикладной экологии.
В Московском государственном университете геодезии и картографии работает с 1973.
В 1987—1989 исполнял обязанности заведующего кафедрой физики. В 1989—2007 декан факультета прикладной космонавтики. C 1992 заведующий кафедрой прикладной экологии. С 2002 председатель диссертационного совета по защите докторских и кандидатских диссертаций.
В 2007 году при поддержке проректора по учебной работе Максудовой Л. Г. избран на должность ректора Московского государственного университета геодезии и картографии путём проведения тайного голосования, сменив на этом посту Виктора Савиных. Соперниками Малинникова В. А. на выборах ректора в 2007 году были Майоров А. А. и Бондур В. Г.
В 2012 году, по окончании срока, в выборах ректора участие не принял и передал пост ректора Московского государственного университета геодезии и картографии путём тайного голосования Майорову Андрею Александровичу, занимавшего ранее пост проректора по науке.
В настоящее время В. А. Малинников занимает пост первого проректора — проректора по учебной работе.
С 10 по 17 сентября 2015 года в соответствии с приказом Минобрнауки России от 09.09.15 № 12-07-03/120 временно назначался на пост и. о. ректора МИИГАиК.

## Семья
- Родители: Малинников Александр Прокофьевич (1925—1991), участник ВОВ, награждён медалями «За взятие Берлина», «За Отвагу» и др.; Малинникова Елена Антоновна (1926—1983).
- Жена — Малинникова Ольга Николаевна (род. 1950), д.т. н., в.н.с. ИПКОН РАН.
- Дети: Иван (род. 1975), выпускник МЭИ; Елена (род. 1974), выпускница физического факультета МГУ им. Ломоносова, к.т. н.

## Награды и премии
- знак «Ударник одиннадцатой пятилетки» 1986
- медаль «В память 850-летия Москвы» 1997.
- звание «Заслуженный работник высшей школы Российской Федерации» 1999.
- звание «Почетный геодезист» 2003
- Премия Правительства Российской Федерации в области науки и техники за разработку и внедрения методов аэрокосмического мониторинга природной среды 2003
- премия имени Ломоносова за разработку методов и технологий космического мониторинга природного комплекса Севера для выработки управленческих решений в области охраны окружающей среды и рационального природопользования северных территорий России. Выдана постановлением администрации Архангельской области и мэра Архангельска в 2006.
- Премия Правительства Российской Федерации в области образования  (2014 год) в составе авторского коллектива энциклопедии «Геодезия, картография, геоинформатика, кадастр»[1]
- звание Заслуженный работник геодезии и картографии Российской Федерации (2020)[2].